# Junkers K 51/Ki 20
Die Junkers K 51/Ki 20 war eine Abwandlung des Passagierflugzeugs G 38 der deutschen Junkers Flugzeugwerk AG mit dem Ziel, für die Kaiserlich Japanischen Heeresluftstreitkräfte einen Bomber zu konstruieren.

## Geschichte
Die japanische Armee erwarb bereits 1928 – noch vor der Vollendung und dem Erstflug der G 38 – die Lizenzrechte und gab im Jahre 1931 bei Junkers den Entwurf zur Umwandlung des Passagierflugzeuges G 38 in einen Großbomber in Auftrag, welcher in Japan als Typ 92 gebaut werden sollte. Das japanische Flugzeugbauunternehmen Mitsubishi Nainenki Kabushiki Kaisha wurde mit der Umsetzung beauftragt. Die Dessauer Konstrukteure entwarfen einen Mustertyp mit der Bezeichnung Junkers K 51, der nur sehr geringfügige Änderungen zum schon produzierten Passagierflugzeug G 38 aufwies. Die Baupläne wurden 1932 von den Japanern akzeptiert. Im selben Jahr begann bei Mitsubishi unter strengster Geheimhaltung die Produktion des Bombers unter dem Namen Ki-20. Durch die Unterstützung der Junkers-Ingenieure und -Techniker wurde dort eine bereits in Dessau entwickelte Rundumverteidigung durch Maschinengewehre und eine Vorrichtung zur Beförderung von 5000 kg Bombenlast integriert. Neben Gefechtsständen im Rumpf und in den bis hinter die Flügelkanten gezogenen Gondeln der Außenmotoren wurden auch zwei nach unten ausfahrbare Waffenstände in die Tragflächen installiert. Den Erstflug führte wie schon bei der G 38 der Junkers-Chefpilot Wilhelm Zimmermann durch. Der Typ war bei seiner Einführung bereits veraltet, weshalb die Produktion nach sechs gebauten Ki-20 beendet wurde. Aus diesem Grund wurde die Ki-20 bis zu ihrer Ausmusterung 1941 auch nie zu scharfen Bombeneinsätzen genutzt.

## Technische Daten
| Kenngröße             | Daten                                             |
| --------------------- | ------------------------------------------------- |
| Besatzung             | 8 (10)                                            |
| Länge                 | 23,20 m                                           |
| Spannweite            | 44,00 m                                           |
| Höhe                  | 7,20 m                                            |
| Flügelfläche          | 290,00 m²                                         |
| Flügelstreckung       | 6,7                                               |
| Flächenbelastung      | 79,3 kg/PS                                        |
| Leistungsbelastung    | 7,2 kg/PS                                         |
| Flächenleistung       | 11,0 PS/m²                                        |
| Leermasse             | 16.336 kg                                         |
| Rüstmasse             | 17.300                                            |
| Nutzlast              | 2.060 kg                                          |
| Zuladung              | 5.700 kg                                          |
| Startmasse            | 23.000 kg                                         |
| Antrieb               | 4 × Junkers L 88a                                 |
| Startleistung         | je 800 PS (588 kW)                                |
| Höchstgeschwindigkeit | 198 km/h in Bodennähe 206 km/h in 1.000 m Höhe    |
| Marschgeschwindigkeit | 194 km/h in 2.000 m Höhe                          |
| Landegeschwindigkeit  | 93 km/h                                           |
| Steiggeschwindigkeit  | 6,6 min auf 1.000 m Höhe                          |
| Dienstgipfelhöhe      | 3.400 m                                           |
| Reichweite            | 2.340 km                                          |
| Flugzeit              | max. 10 h                                         |
| Startrollstrecke      | 400 m                                             |
| Landerollstrecke      | 260 m                                             |
| Bewaffnung            | acht MG in Rumpf und Tragfläche eine 20-mm-Kanone |
| Bombenlast            | normal 2.000 kg maximal 5.000 kg                  |